# 佐川遼
佐川 遼（さがわ りょう、1994年3月13日 - ）は、日本のプロボクサー。青森県青森市出身。第64代日本フェザー級王者。三迫ボクシングジム所属。

## 人物
洋菓子メーカーのコロンバンの営業部で営業マンとして働いている。

## 来歴
ジャッキー・チェンの映画をみて格闘技に興味を持つ。中学生の時に同級生の小山内幹（現・三迫ジム）に誘われ、12歳でキックボクシングを始め、15歳でボクシングに転向。青森北高校、東京農業大学を経て、就職を機に、一度はボクシングをやめるつもりだったが、プロボクサーになった小山内幹のプロデビュー戦を観戦し、ボクシングへの想いを断ち切ることが出来ず、社長に直談判。会社公認のもと、サラリーマンとプロボクサー二刀流の人生を歩むことになり、大学の先輩吉野修一郎の誘いで三迫ボクシングジムに入門した。
2016年12月8日、後楽園ホールで行われた「ダイヤモンドグローブ」にて金ホーヤとフェザー級6回戦を戦い、3回2分3秒TKO勝ちでデビュー戦を白星で飾った。
2017年5月16日、後楽園ホールで小坂烈と初代日本フェザー級ユース王座決定トーナメント準決勝を行い、2回1分59秒TKO負けを喫してプロ初黒星となった。
2018年9月11日、後楽園ホールで行われた「第65回フェニックスバトル」にて同年世界挑戦した松本亮とフェザー級8回戦を行い、3回1分30秒TKO勝ちを収めた。なおこの試合で東日本ボクシング協会から2018年9月度月間敢闘賞を受賞した。
2019年5月4日、フィリピン・マニラでABCOスーパーフェザー級シルバー王者のアル・トヨゴンと対戦し、12回3-0（116-112、115-113、117-111）で判定勝ちを収め、王座を獲得した。
2019年9月13日、後楽園ホールで日本フェザー級王座決定戦として日本フェザー級1位の阿部麗也と対戦し、10回3-0（96-95、96-94×2）で判定勝ちを収め、王座を獲得した。
2019年12月12日、後楽園ホールで日本フェザー級1位の日野僚と対戦し、10回3-0（97-93×2、98-92）で判定勝ちを収め初防衛に成功した。
2020年8月13日、後楽園ホールで日本フェザー級9位の竹本雄利と対戦し、6回3分9秒KO勝ちを収め2度目の防衛に成功した。なおこの試合で東日本ボクシング協会から2020年8月度最優秀選手賞を受賞した。
2021年2月11日、後楽園ホールで日本フェザー級1位の丸田陽七太と対戦し、7回2分57秒TKO負けを喫し3度目の防衛に失敗、王座から陥落した
2021年10月14日、後楽園ホールで小坂烈と対戦し、8回1分23秒TKO勝ちを収め、再起に成功した。
2022年4月12日、後楽園ホールにて元WBA世界スーパーバンタム級王者で日本フェザー級4位の久保隼と対戦し、3回1分3秒KO勝ちを収めた。なおこの試合で東日本ボクシング協会から2022年4月度最優秀選手賞を受賞した。

## 戦績
- アマチュア - 84戦62勝22敗
- プロ - 17戦13勝（8KO）4敗

| 戦           | 日付           | 勝敗 | 時間    | 内容    | 対戦相手                   | 国籍       | 備考                                               |
| ------------ | -------------- | ---- | ------- | ------- | -------------------------- | ---------- | -------------------------------------------------- |
| 1            | 2016年12月8日  | ☆    | 3R 2:03 | TKO     | 金ホーヤ                   | 韓国       | プロデビュー戦                                     |
| 2            | 2017年5月16日  | ★    | 2R 1:59 | TKO     | 小坂烈（真正）             | 日本       | 初代日本フェザー級ユース王座決定トーナメント準決勝 |
| 3            | 2017年10月16日 | ☆    | 1R 2:28 | TKO     | 三瓶一樹（ワタナベ）       | 日本       |                                                    |
| 4            | 2018年1月30日  | ☆    | 6R      | 判定3-0 | 諏訪佑（TEAM 10COUNT）     | 日本       |                                                    |
| 5            | 2018年6月2日   | ☆    | 8R      | 判定2-1 | 佐々木洵樹（帝拳）         | 日本       |                                                    |
| 6            | 2018年9月11日  | ☆    | 3R 1:30 | TKO     | 松本亮（大橋）             | 日本       |                                                    |
| 7            | 2018年12月13日 | ☆    | 8R 2:40 | TKO     | 河村真吾 (堺東ミツキ）     | 日本       |                                                    |
| 8            | 2019年5月4日   | ☆    | 12R     | 判定3-0 | アル・トヨゴン             | フィリピン | ABCOシルバースーパーフェザー級タイトルマッチ       |
| 9            | 2019年9月13日  | ☆    | 10R     | 判定3-0 | 阿部麗也（KG大和）         | 日本       | 日本フェザー級王座決定戦                           |
| 10           | 2019年12月12日 | ☆    | 10R     | 判定3-0 | 日野僚（川崎新田）         | 日本       | 日本王座防衛1                                      |
| 11           | 2020年8月13日  | ☆    | 6R 3:09 | KO      | 竹本雄利（クラトキ）       | 日本       | 日本王座防衛2                                      |
| 12           | 2021年2月11日  | ★    | 7R 2:57 | TKO     | 丸田陽七太（森岡）         | 日本       | 日本王座陥落                                       |
| 13           | 2021年10月14日 | ☆    | 8R 1:32 | TKO     | 小坂烈（SUN-RISE）         | 日本       |                                                    |
| 14           | 2022年4月12日  | ☆    | 3R 1:03 | KO      | 久保隼（真正）             | 日本       |                                                    |
| 15           | 2023年4月18日  | ★    | 10R     | 判定0-3 | 松本圭佑（大橋）           | 日本       | 日本フェザー級王座決定戦                           |
| 16           | 2023年10月10日 | ★    | 8R      | TKO     | 福井貫太（寝屋川石田）     | 日本       |                                                    |
| 17           | 2024年12月10日 | ☆    | 1R      | KO      | ジョンジョン・エストラーダ | フィリピン |                                                    |
| 18           | 2025年4月27日  | ★    | 8R      | 判定0-2 | 山辺蓮（市野）             | 日本       |                                                    |
| テンプレート |                |      |         |         |                            |            |                                                    |

## 獲得タイトル
- ABCOスーパーフェザー級シルバー王座（防衛0=返上）
- 第64代日本フェザー級王座（防衛2）